# Aeranthes peyrotii
Aeranthes peyrotii är en orkidéart som beskrevs av Jean Marie Bosser. Aeranthes peyrotii ingår i släktet Aeranthes och familjen orkidéer. Inga underarter finns listade i Catalogue of Life.